# Мустооя (приток Уляеги)
Мустооя — река в России, протекает по территории Найстенъярвского сельского поселения Суоярвского района Карелии. Длина реки — 12 км.
Река берёт начало из безымянной ламбины.
Течёт преимущественно в юго-восточном направлении по заболоченной местности.
Река в общей сложности имеет 12 притоков суммарной длиной 28 км.
Впадает в реку Уляеги недалеко от озера Палват.
Населённые пункты на реке отсутствуют.
Код объекта в государственном водном реестре — 01040100112102000014509.